# Bozel
Bozel é uma comuna francesa na região administrativa de Auvérnia-Ródano-Alpes, no departamento da Saboia. Estende-se por uma área de 28.8 km². Em 2010 a comuna tinha 1 923 habitantes (densidade: 66,8 hab./km²).